# Michael Schenker
Michael Schenker (Sarstedt, 1955. január 10. –) német gitáros, aki a Scorpions és az UFO együttesekben vált népszerűvé. 1980-ban alakította meg saját zenekarát a Michael Schenker Group formációt. A Scorpions-gitáros Rudolf Schenker öccse. Több mint négy évtizedes karrierjét a csúcspontok mellett  mélypontok is jellemzik, aminek hátterében személyes problémái mellett az alkohol iránti szenvedélye áll.
"Legendás gitáros, aki nagy hatást gyakorolt gitárosok generációira."

## Pályafutása
A gitározás iránt már egészen kiskorában érdeklődött, amikor bátyja hazahozott egy Gibson Flyng V modellt. Teljesen autodidakta módon tanult meg gitározni, a Wishbone Ash és a Mountain lemezeit hallgatva. Bátyja felajánlotta, hogy fizet neki, ha átír néhány dalt a számára, míg ő dolgozik. Így az állandó gyakorlás eredményeképpen Michael hamar megtanult bánni a gitárral. Játéka révén bekerülhetett bátyja zenekarába a Scorpionsba, ahol 17 évesen már lemezt készített (Lonesome Crow – 1972).
A lemezt népszerűsítő turnén a brit UFO-val játszottak. A zenekarnak annyira megtetszett Michael stílusa, hogy átcsábították magukhoz a gitárost. Helyére Uli Jon Roth került. Schenker (jóllehet nem beszélt tökéletesen angolul) sikeresen beilleszkedett az UFO-ba, egészen a 70-es évek végéig dolgoztak együtt. Ez idő alatt több klasszikusnak számító lemezt készítettek, de az igazi áttörés annak ellenére is elmaradt, hogy Michael komoly gitárosi hírnévre tett szert, főleg Európában.
Michael mértéktelen kábítószer- és alkoholfogyasztása miatt elhagyni kényszerült a zenekart. Az sem javított a helyzetén, hogy minden előzetes bejelentés nélkül eltűnt a turnék közepén, faképnél hagyva társait. A végső szakításra végül 1979-ben került sor.
Ez idő tájt ajánlatot kapott az Aerosmith-től, hogy álljon Joe Perry helyére.
1979-ben egy kis időre visszatért a Scorpions soraiba, de az együttműködés mindössze a Lovedrive albumon való vendégszereplésig futotta.
1980-ban új zenekart toborzott maga köré Michael Schenker Group néven.
1982-ben Ozzy Osbourne kérte fel, hogy legyen Randy Rhoads utódja, de Schenker inkább a szólókarrier mellett döntött.
A Michael Schenker Group ígéretesen indult, erős korongokat készítve, de végül a folyamatos tagcserék lelassították a banda szekerét. Michael is egyre inkább a slágerlisták felé kacsintgatott.
Ezért hozta létre 1989-ben a McAuley Schenker Group formációt, mely pop metal zenéjével közel járt az áttöréshez. A 90-es évek elején Schenker a Ratt-tel tűnt fel az MTV népszerű Unplugged sorozatának egy teljesen felejthető epizódjában, de tagja volt az egyetlen lemezt megért Contraband-nek is (melyben olyan bandákból verbuválódtak a zenészek, mint a Shark Island, a Vixen, a Ratt és az L.A. Guns).
1993-ban Thank You címmel akusztikus lemezt adott ki, majd két év múlva csatlakozott az UFO-hoz.
Schenker második UFO-korszaka sem tartott sokáig, bár egy világturnéra és egy vadonatúj stúdiólemezre, az 1995-ös Walk on Water-re  azért futotta.
A 2000-es évek elején nehéz időket élt meg súlyos alkoholproblémái miatt. Felesége is elhagyta, a válás után pedig olyannyira nehéz helyzetbe került, hogy el kellett adnia legendás Flying V gitárjait
Ennek ellenére rohamtempóban készített lemezeket, a 2000-es instrumentális Adventures of the Imagination-t három lemez is követte 2001-ben. Ezek után újra lemezt készített az UFO-val. A Sharks címre keresztelt lemez 2002-ben jelent meg.
Személyes problémái 2008-ra oldódtak meg véglegesen: sikerült lefogynia, a koncerteken is visszanyerte régi formáját, a 2008-as In the Midst of Beauty c. Michael Schenker Group-lemez pedig az utóbbi évek egyik legerősebb alkotása.
2009-ben Oroszországban, az USA-ban és Angliában turnézott többek között. Az elmúlt években többször újra fellépett régi zenekara, a Scorpions koncertjein vendégként (pl.: 2006 – Wacken, 2009 – Athén). Mostanra viszont a zenekar tagjaival, különösen bátyjával, Rudolffal megromlott a viszonya, szerinte ugyanis volt társai jelentékteleníteni akarják  korábbi hozzájárulását a zenekar fejlődéséhez  Rudolf pedig többek között a fekete-fehér gitárfestést is ellopta tőle 

## Stílus, hangszer
Michael Schenker rengeteg gitárosmagazin borítóján szerepelt, és nagy hatást gyakorolt a 80-as évek elején felbukkanó gitárosokra. Kirk Hammett, Gary Holt, Trey Azagthoth, Chris Caffery, Fredrik Akesson mind-mind fontos hatásként jelöli meg. Marshall erősítőket és nagyrészt wah-wah pedált használ, valamint Gibson Flying V gitárokat. Nagyban hozzájárult a Flying V modellek népszerűsítéséhez. 2004-től használ Dean gitárokat, a cég pedig Michael Schenker Signature modelleket is a piacra dob, melyek nem sokban különböznek a Flying V daraboktól. 2024-től újra Gibsonon játszik.
Felbukkanása a 70-es évek derekán újdonságnak számított, hiszen a megszokott bluesalapok mellett gyakorta használt az európai klasszikus zenére hajazó skálákat. Hangzása azonnal felismerhető, valamint kiváló szólóépítési érzékkel rendelkezik.

## Diszkográfia

### Scorpions
- Lonesome Crow (1972)
- Lovedrive (1979)

### UFO
- Phenomenon (1974)
- Force It (1975)
- No Heavy Petting (1976)
- Lights Out (1977)
- Obsession (1978)
- Strangers in the Night (1979)
- The Best Of (1992)
- Walk on Water (1995)
- Covenant (2000)
- Sharks (2002)

### Michael Schenker Group / McAuley Schenker Group
- The Michael Schenker Group (1980)
- M.S.G. (1981)
- One Night at Budokan (1981, élő)
- Assault Attack (1982)
- Built To Destroy (1983)
- Rock Will Never Die (1984, élő)
- Perfect Timing (McAuley Schenker Group) (1987)
- Save Yourself (McAuley Schenker Group) (1989)
- M.S.G. (McAuley Schenker Group) (1992)
- Nightmare : The Acoustic M.S.G. (McAuley Schenker Group) (1992)
- The Essential Michael Schenker Group (Best Of- 1992)
- M.S.G. Unplugged (McAuley Schenker Group) (1993)
- Written in the Sand (1996)
- The Michael Schenker Story Live (1997)
- The Unforgiven (1999)
- The Unforgiven World Tour (2000)
- Be Aware of Scorpions (2002)
- Arachnophobiac (2003)
- Heavy Hitters (2005)
- Tales of Rock'n'Roll (2006)
- In the Midst of Beauty (2008)

### Szóló
- Thank You (1993)
- The Story Of Michael Schenker (1994, válogatás)
- Thank You 2 (1998)
- Thank You With Orchestra (1999)
- Adventures of the Imagination (2000)
- The Odd Trio (2000)
- Thank You 3 (2001)
- Dreams And Expressions (2001)
- Forever And More: The Best Of Michael Schenker (2003)
- Thank You 4 (2003)
- Doctor Doctor: The Kulick Sessions (2008) (Heavy Hitters + 4 bónusz)
- Greatest Riffs (2009)
- Instrumental Intensity (2010, Shrapnel Records válogatás)

### Egyéb
- Contraband (1991)
- The Plot (2003)
- Under Construction (2003)
- Schenker-Pattison Summit – The Endless Jam (2004)
- Siggi Schwarz & The Electricguitar Legends (2004)
- Schenker-Pattison Summit – The Endless Jam Continues (2005)
- Siggi Schwarz & The Rock Legends (2005)
- Siggi Schwarz and Michael Schenker – Live Together (2006)
- Schenker Barden Acoustic Project – Gipsy Lady (2009)

## Filmográfia
- Rock Will Never Die (1984)
- The Michael Schenker Story Live (1994* Live in Tokyo 1997 (1997)
- World Wide Live 2004 (2004)